# Anne Charlotte de Gondi
Anne Charlotte de Gondi est une noble et aristocrate française, née en 1627, probablement dans la ville de Paris, et morte le 6 juin 1694 dans la même ville. Elle est principalement connue pour être une membre de la famille de Gondi, et par l'influence que son second mari Pierre Stoppa et elle même ont exercé sur l'Hôtel-Dieu de Château-Thierry.

## Biographie
Anne Charlotte de Gondi est née en 1627 de Jean-Baptiste de Gondi, noble très influent de la cour, et de Polissena Rossi di San Secondo, demoiselle d'honneur de Marie de Médicis. Ses deux parents sont issus d'illustre famille noble, son père étant pair de France, Conseiller d'État mais aussi Chevalier de l'Ordre de Saint-Michel, et sa mère demoiselle d'honneur de la reine entre 1600 et 1603, alors qu'elle vient de se marier à Henri IV.
Elle épouse en premières noces Louis François Colbert, fils du riche marchand orfèvre et joaillier et seigneur d'Acy Nicolas Colbert. Il s'avère que les deux époux se détestèrent profondément, vivant une vie séparée jusqu'à la mort de Louis François. Anne Charlotte, alors libéré du fardeau que représenter pour elle ce mariage se remaria aussitôt avec Pierre Stoppa. Le mariage fit grand bruit à l'époque, car ils se sont mariés par amour, chose peu courante à l'époque. Ils n'eurent aucun enfant durant leur mariage. Ils forment un couple très aisé, Anne Charlotte ayant apporté une dot conséquente de 30 000 livres tournois et Pierre fournissant une rente de 2000 livres par an à sa femme.
Pierre Stoppa était arrivé en France comme simple cadet suisse, avant de gravir les échelons de la hiérarchie militaire grâce à sa fidélité au Roi et à sa bravoure au combat, et de devenir colonel général des armées suisses et ambassadeur de Louis XIV. Elle meurt le 6 juin 1694 à Paris, et est inhumée dans la chapelle du monastère de Château-Thierry où la rejoindront son mari en 1701 et Anne de La Bretonnière en 1714.

### Œuvre caritative

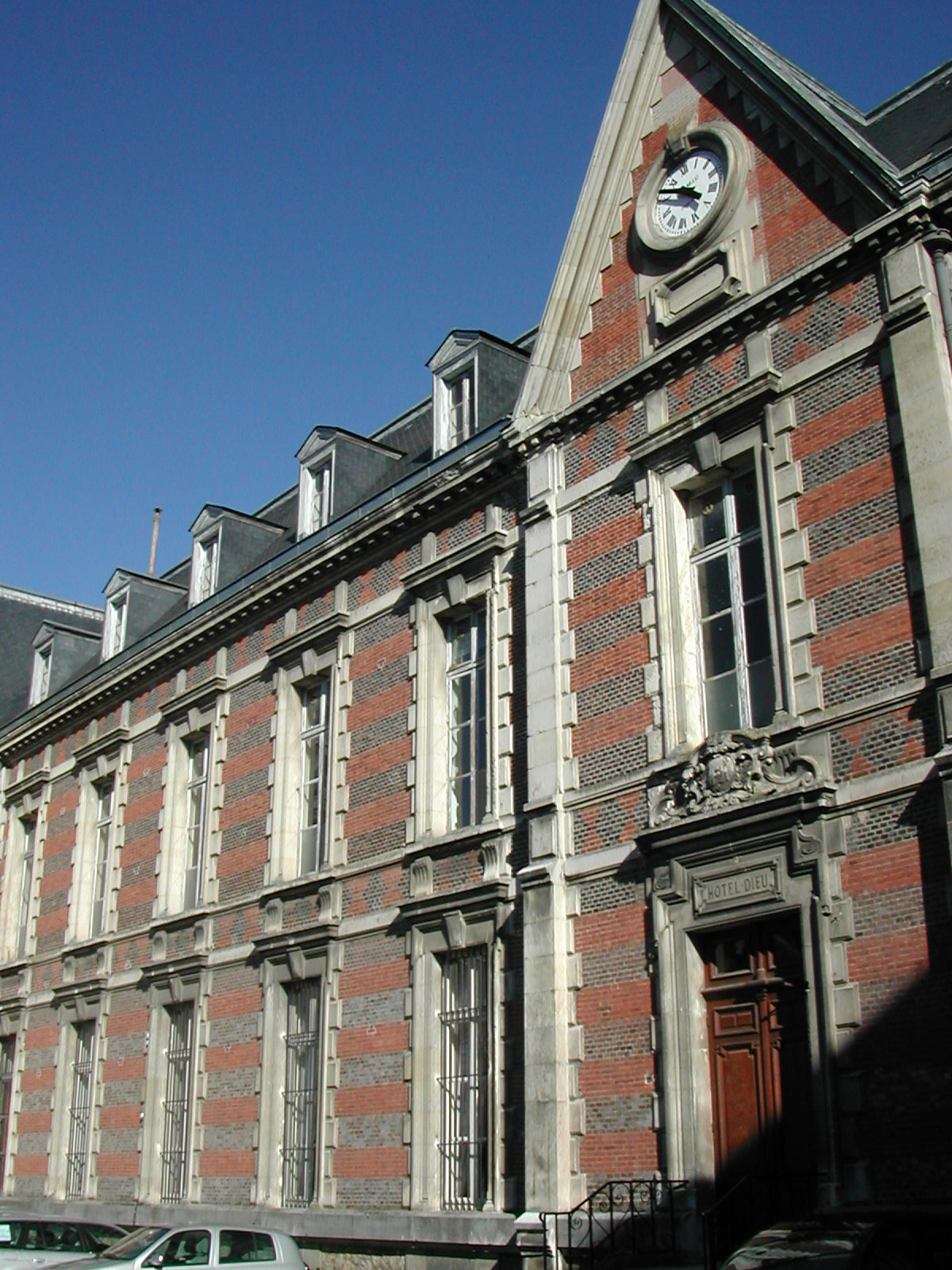
Façade de l'Hôtel-Dieu de Château Thierry

Anne Charlotte et Pierre firent profiter Hôtel-Dieu de Château-Thierry de nombreux dons. Ils le dotèrent d'une véritable structure, et lui permirent de devenir un véritable centre d'accueil des malades et des démunis, notamment grâce au rattachement d'une trentaine de maladreries voisines. Une grande partie des objets aujourd'hui exposé dans le musée de l'Hôtel Dieu ont été acquis grâce à leurs nombreux dons. Cependant, ces dons n'étaient pas complètement désintéressé et servir aussi à réussir à installer Anne de La Bretonnière comme supérieur de l'hôpital en 1683, à l'âge (inhabituellement jeune pour cette fonction) de 37 ans.
Les spéculations sur la relation entre Anne de La Bretonnière et Anne Charlotte sont nombreuses : elle était présentée comme sa nièce, cependant à cette époque le nom pouvait aussi cacher une fille illégitime. En partant de cette hypothèse, deux pères potentiels ont été trouvés au fil des ans : tout d'abord Pierre Stoppa lui même, qui aurait pu avoir un enfant avec sa femme avant leur mariage, alors qu'elle était encore mariée à Louis François Colbert, ou Gédéon Tallemant, figure des salons parisiens à l'époque où l'adultère était fréquent dans ce genre de milieu, mais qui avait aussi accordé une pension à Anne alors qu'elle venait de prononcer ses vœux.